# Blagadonf
Blagadonf est une émission de télévision française humoristique, diffusée à partir de 2002 sur Canal J et France 2.

## Principe de l'émission
Filmée en caméra cachée, des enfants piègent des adultes anonymes dans un lieu public.

## Fiche technique
- Réalisation : Alexis Millau
- Voix off : Olivier Ligné
- Production : Isabelle Roche
- Sociétés de production : La Boîte 2 Prod, Canal J
- Année de production : 2002-2007